# Emil Jacobson
Pour les articles homonymes, voir Jacobson.
Emil Heinrich Bernhard Jacobson (né le 7 août 1833 à Königsberg et mort le 25 mars 1874) est un avocat administratif parlementaire prussien.

## Biographie
De 1853 à 1856, Jacobson étudie le droit et les sciences politiques à l'université de Königsberg et à l'université de Leipzig. En 1853, il est enrôlé dans le Corps Baltia Königsberg (de). En 1854, il rejoint également le Corps Saxonia Leipzig. Après avoir obtenu son diplôme, il entre dans la fonction publique prussienne. Il termine son stage gouvernemental en 1860/61 auprès du district  de Dantzig. Là, il passe l'examen en tant qu'assesseur du gouvernement. Sur ordre du gouvernement, il élabore des tableaux statistiques pour leur publication.
En 1872, il est nommé au conseil du gouvernement à Francfort-sur-l'Oder. De 1873 à sa mort, Jacobson représente la 7e circonscription de Francfort (Guben, Sorau) à la chambre des représentants de Prusse. Il fait partie du groupe parlementaire du parti national-libéral.

## Publications
- Topographisch-statitisches Handbuch für den Regierungsbezirk Marienwerder, Kasemann, Danzig 1868 (Digitalisat).